# مایکل ایگناتیف
مایکل گرنت ایگناتیف (به انگلیسی: Michael Grant Ignatieff) (زادهٔ ۱۲ می ۱۹۴۷) نمایندهٔ سابق پارلمان کانادا و سیاست‌مدار اهل کاناداست. رهبر سابق حزب لیبرال . او دارای تبار روسی است و فارغ‌التحصیل رشته تاریخ از دانشگاه تورنتو است و توانسته دکترای خود را از دانشگاه هاروارد دریافت کند.